# Бриттен, Лиллиан Луиза
Лиллиан Луиза Бриттен (англ. Lillian Louisa Britten) (1886, Грэхэмстаун, Восточная Капская провинция, — 1 января 1952) — южноафриканский ботаник, коллектор.

## Биография
Родилась в Грэхэмстауне в Восточной Капской провинции. Была выпускницей кафедры ботаники Университета Родса, который в то время был признанным центром изучения флоры в ЮАР.
По завершении образования несколько лет работала в школе учительницей, затем отправилась в Великобританию, чтобы продолжить ботанические исследования в университетах Кембриджа, Оксфорда и Лондона.

## Научная и общественная деятельность
Вернувшись в Университет Родса в 1918 году она начала академическую карьеру, сосредоточив свои исследования на изучении рода Стрептокарпус (Streptocarpus), которые продолжала до выхода на пенсию со званием доцента в 1941 году. Она была одним из основателей Общества охраны растений, образованного в 1932 году для охраны флоры Маунтин Драйв (Mountain Drive) в Грехемстауне.
Именем Бриттен названы виды растений Delosperma britteniae L.Bolus и Faucaria britteniae L.Bolus семейства Аизовые (Aizoaceae).